# Hemnet
Hemnet är en svensk digital marknadsplats för bostäder grundat som ett branschinitiativ 1998. Varje år publiceras närmare 200 000 bostäder på Hemnet, vilket motsvarar cirka 9 av 10 bostäder som årligen säljs i Sverige.
På Hemnet går det att finna kommande bostäder (snart till salu), bostäder till salu och slutpriser för genomförda försäljningar, med möjlighet att se bilder på sålda bostäder. Hemnet har bland annat även funktion för mäklarsök och funktion för bostadsvärdering.
Hemnet är Sveriges fjärde största webbplats sett till räckvidd och hade under 2023 i snitt 42 miljoner besök per månad. Under 2023 hade Hemnet sammanlagt runt 500 miljoner besök. Förutom från bostadsannonser kommer Hemnets intäkter från företagspartners, reklamkunder, fastighetsmäklare och bostadsutvecklare, som på olika sätt syns och annonserar på Hemnet. 
2023 hade Hemnet en nettoomsättning på 1005 MSEK och 154 anställda .

## Historik
Idén bakom Hemnet lanserades av mäklaren Bengt Bjartorp 1997 som svar på dyra tidningsannonser. Ägandet delades dock snabbt upp mellan Fastighetsmäklarförbundet, FSB Fastighetsbyrå, Mäklarsamfundet och Svensk Fastighetsförmedling där Bjartorp kompenserades med 15 000 kronor för sina utlägg.
I april 1998 startades webbplatsen hemnet.se, 1400 mäklare var med vid starten. Hemsidan lanseras i ett samarbete med Dagens Nyheter och Göteborgs-Posten (Marieberg Interactive) och ansvarig projektledare var Peter Lundell, som senare blev Hemnets första VD. 2005 öppnades det första Hemnet-kontoret i Stockholm i samband med att Björn Dietmann tillträdde som ny VD. Ny affärsplan togs fram och försäljning och utveckling togs över från Dagens Nyheter som tidigare hanterat detta. År 2007 utvecklade Hemnet en egen teknisk plattform. 
År 2009 anlitades Carl-Henrik Borg som VD för att bygga upp Hemnets nya organisation och samma år lanserades Hemnets första app. År 2011 lanserades en ny webbplats på ny teknisk plattform. År 2012 avslutade Hemnet och Dagens Nyheter och Göteborgs-Posten sitt samarbete.
I augusti 2014 anlitades Mats Brandt som ny VD. I december 2016 förvärvades en majoritet av Hemnet av det amerikanska riskkapitalbolaget General Atlantic tillsammans med Sprints Capital, som drivs av det två svenska investerarnaI Pierre Siri och Henrik Persson. De tidigare ägarna Mäklarsamfundet och Fastighetsmäklarförbundet behöll minoritetsposter medan Fastighetsbyrån och Svensk Fastighetsförmedling sålde hela sina innehav.
I oktober 2017 tillträdde nuvarande VD Cecilia Beck-Friis. Under de efterföljande åren breddade Hemnet sitt erbjudande och 2019 började bolaget för första gången erbjuda bostadssäljare olika tilläggsprodukter och paket. 2021 noterades Hemnet på Nasdaq Stockholm där aktien handlas under kortnamnen (tickern) "HEM". Bland Hemnets största ägare återfinns bland annat branschorganisationen Mäklarsamfundet samt ett antal fondbolag och kapitalförvaltare. 